# Droga Transfogaraska
Droga Transfogaraska lub Trasa Transfogaraska (rum. Transfăgărășan) – nazwa drogi krajowej DN7C w Rumunii (rum. Drum național 7C, DN7C), przebiegającej południkowo przez środkową część kraju. Liczy 151 km długości (choć niektóre źródła podają 149,82 km) i po Transalpinie jest drugą pod względem wysokości drogą kołową Rumunii, bowiem w tunelu nieopodal jeziora Bâlea osiąga wysokość 2042 m n.p.m. Odcinek DN7C określany mianem „właściwej” Drogi Transfogaraskiej liczy 90,2 km długości.
Łączy wieś Bascov nieopodal Pitești w Muntenii (wschodnia część Wołoszczyzny) z Cârțișoarą w Siedmiogrodzie (Transylwanii), przecinając z południa na północ główny grzbiet Gór Fogaraskich, pomiędzy ich dwoma najwyższymi szczytami: Moldoveanu i Negoiu (najwyższe pasmo górskie rumuńskich Karpat) w Karpatach Południowych – stąd jej nazwa.
Najbardziej spektakularnie prezentuje się północny odcinek drogi. W części południowej, przy trasie znajdują się liczne atrakcje, m.in.: zapora na rzece Ardżesz o wysokości 160 metrów tworząca jezioro Vidraru oraz zamek Poenari, należący do Włada Palownika (pierwowzoru Drakuli). Przy drodze działa kilka hoteli i schronisk. Na trasie znajduje się 27 wiaduktów, 830 mostów oraz kilka mniejszych tuneli. Najwyżej położony fragment drogi (2042 m n.p.m.) stanowi zarazem najdłuższy tunel w Rumunii (długości 884 m), przecinający łańcuch górski.
Ze względu na liczne zakręty, na drodze obowiązuje ograniczenie prędkości do 40 km/h. Tunel w najwyższym punkcie drogi jest zamknięty od października (lub listopada) do maja (lub czerwca), z powodu opadów śniegu i porywistych wiatrów.

## Historia
Droga została wybudowana w latach 1970–1974 na polecenie Nicolae Ceaușescu, w miejscu istniejących duktów leśnych oraz szlaków górskich. Początkowo miała znaczenie militarne, bowiem rumuński dyktator – nauczony doświadczeniem Operacji „Dunaj” w 1968 i świadomy napiętych stosunków ze Związkiem Radzieckim – chciał zapewnić sobie szybki transfer przez góry w przypadku sowieckiej inwazji. W 1970 Rumunia posiadała już co prawda kilka strategicznych tras przez południowokarpackie przełęcze – powstałych zarówno przed epoką socjalizmu (m.in. Transalpinę oraz DN1), jak i zbudowanych w początkowych latach reżimu komunistycznego (np. DN66) – jednak wszystkie one wytyczono przez doliny rzek, które Sowietom byłoby łatwo blokować i atakować.
Budowę oficjalnie rozpoczęto 10 marca 1970, choć już w 1969 wyremontowano szlak na południowej stronie zapory Vidraru. Podczas robót wykorzystano około 6 milionów kilogramów dynamitu, a według oficjalnych statystyk 40 budujących ją żołnierzy straciło życie (w rzeczywistości było ich kilkuset). Trasa została oficjalnie otwarta 20 września 1974, chociaż część prac – w szczególności wykonywanie nawierzchni – trwała aż do 1980.

## Galeria

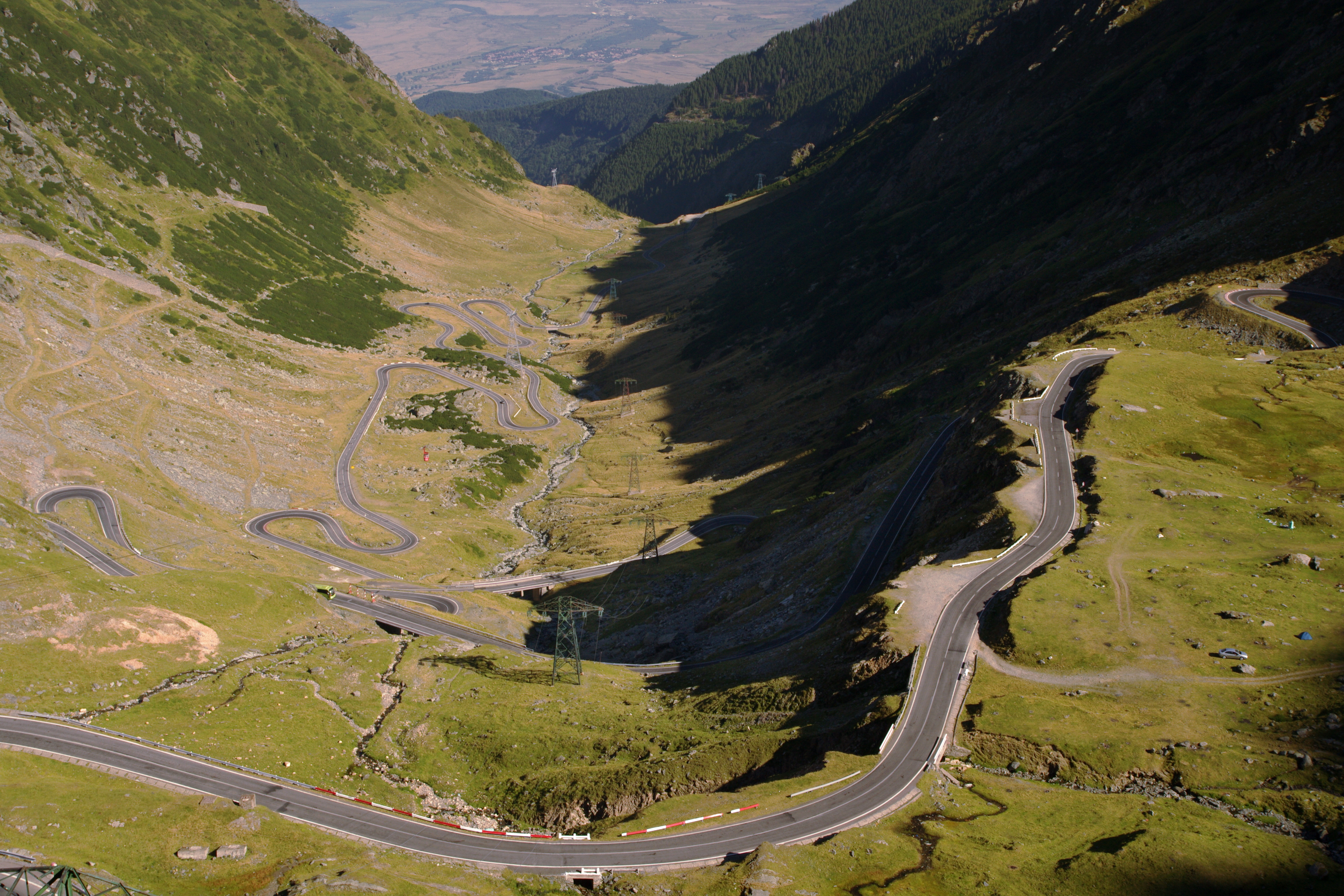
Północna część drogi widziana spod przełęczy
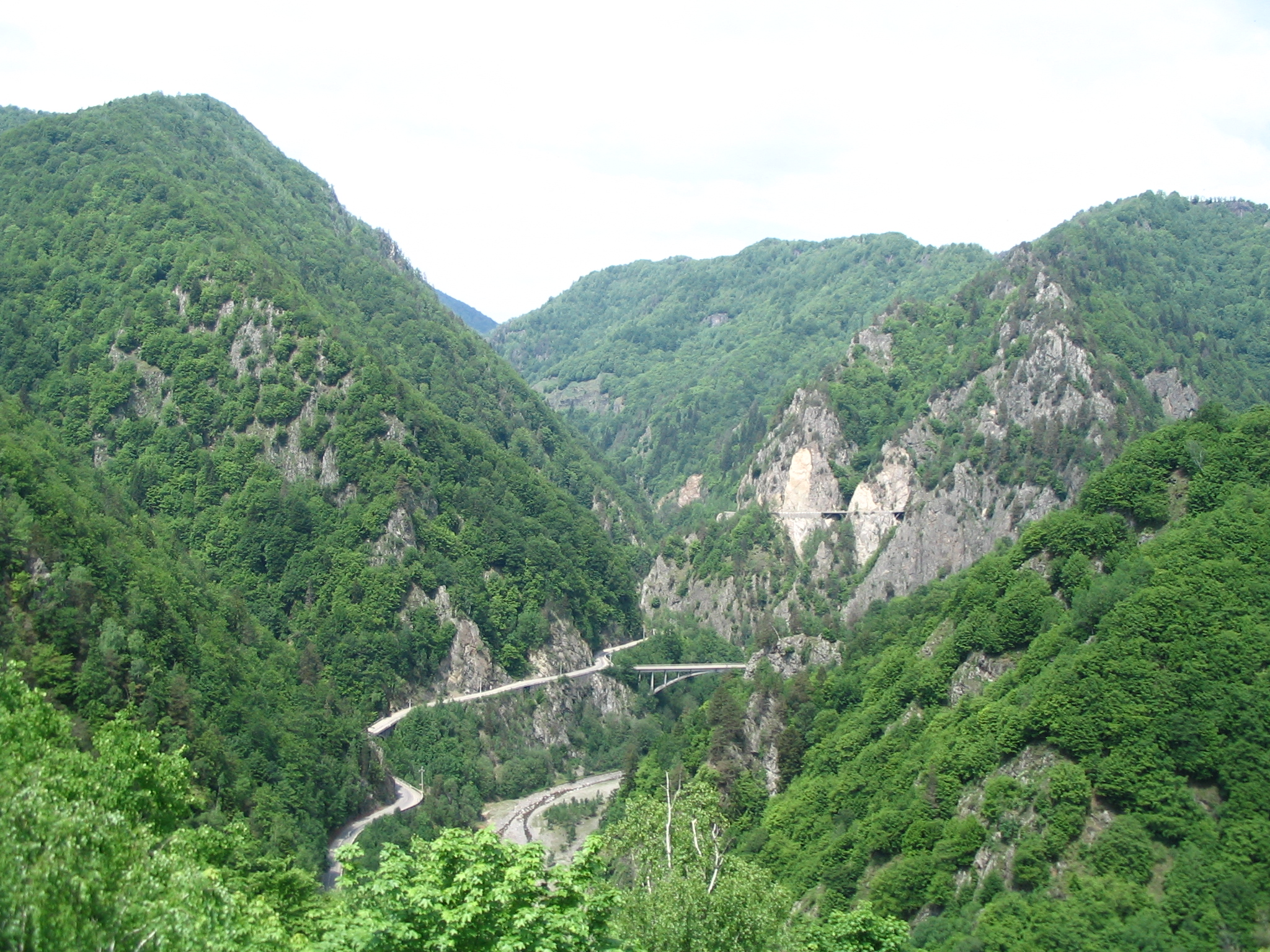
Droga Transfogaraska z zamku Arefu w Poienari
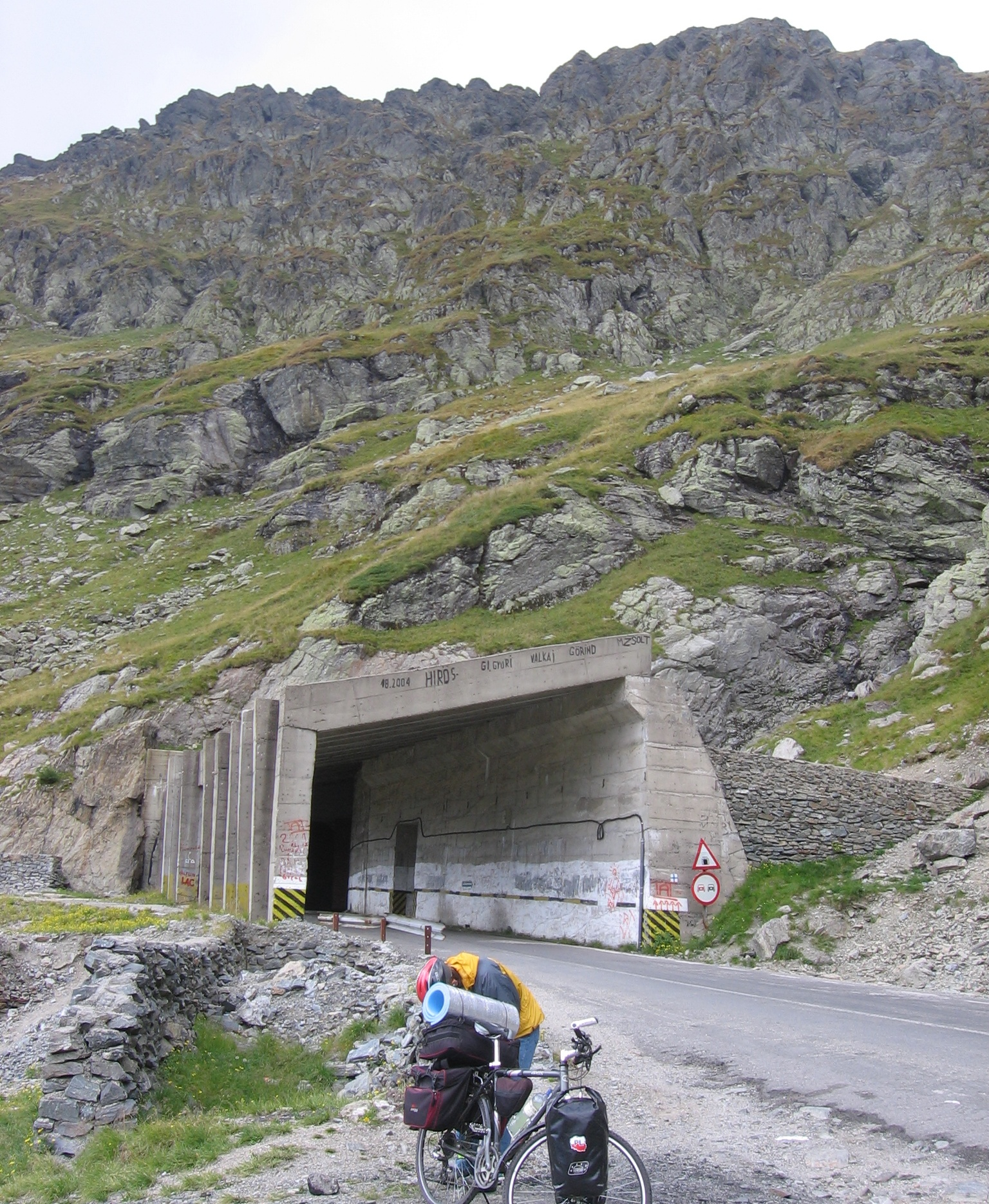
Najdłuższy rumuński tunel, Căpățâneni
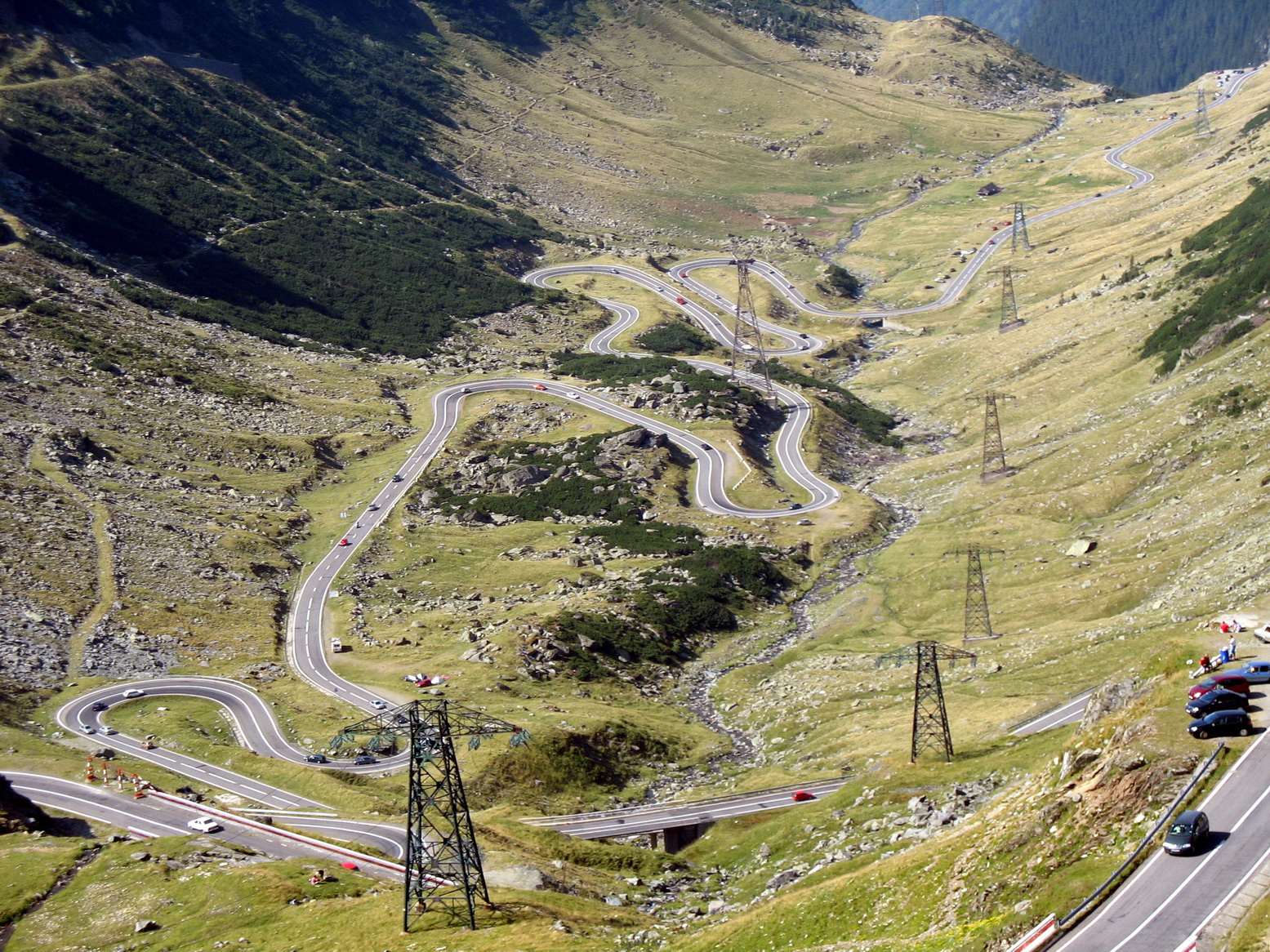
Droga Transfogaraska
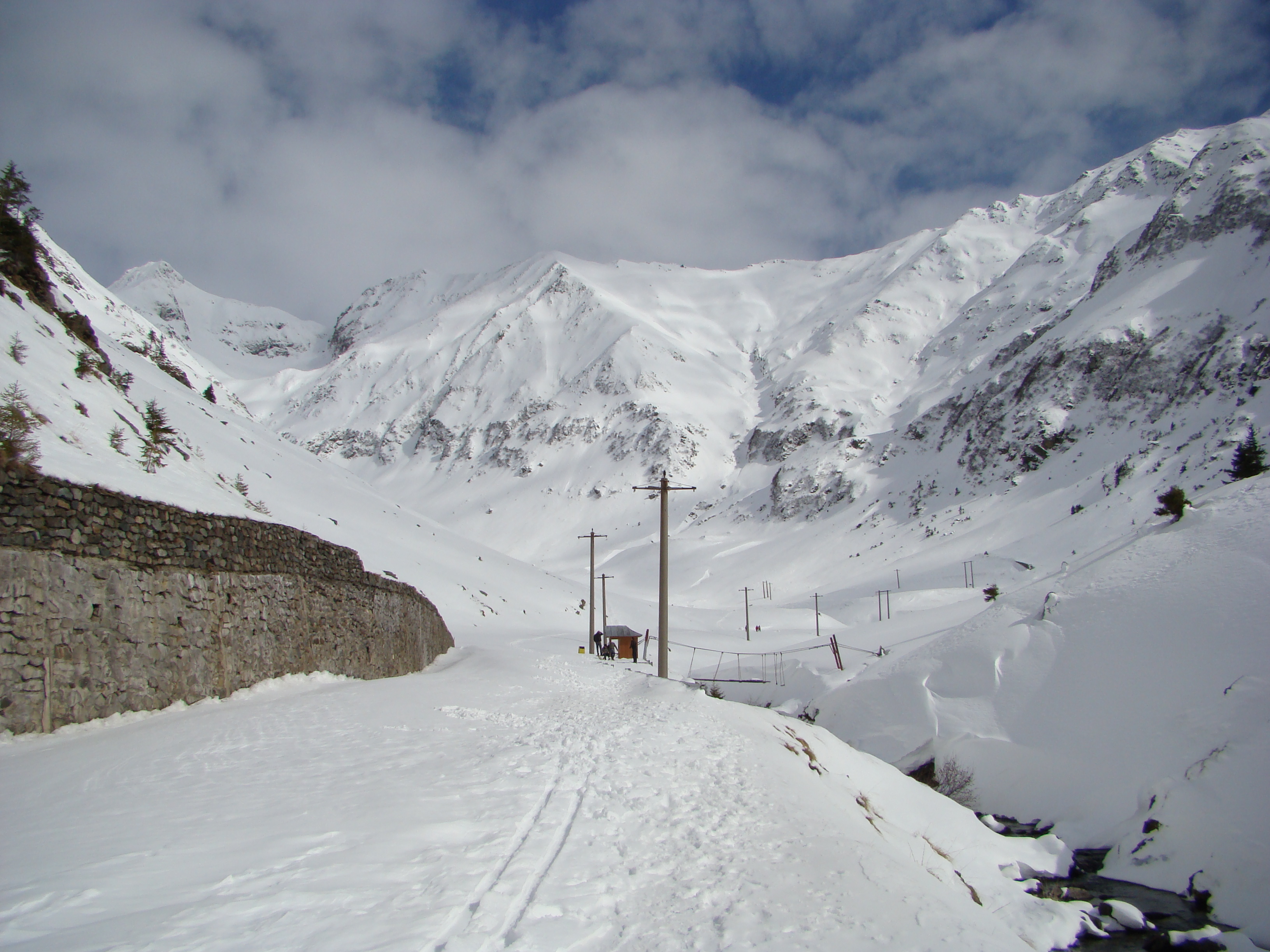
Droga w zimie